# Grace Meng
Grace Meng (cinese semplificato: 孟昭文; pinyin: Mèng Zhāowén; New York, 1º ottobre 1975) è una politica e avvocato statunitense di origini cinesi, membro della Camera dei Rappresentanti degli Stati Uniti per lo stato di New York  dal 2013. Membro del Partito Democratico,  Meng ha rappresentato anche il 22º distretto nell'Assemblea dello Stato di New York dal 2009 al 2012.

## Biografia
Nata nel Queens da genitori taiwanesi, Jimmy Meng, membro dell'Assemblea, e Shiao-Mei Meng Grace Meng studiò all'Università del Michigan e si laureò in legge  alla Benjamin N. Cardozo School of Law presso la Yeshiva University per poi intraprendere la professione di avvocato.
In seguito la Meng si dedicò alla politica con il Partito Democratico, come suo padre Jimmy (che era stato eletto nel 2004 al 22º distretto dell'assemblea di New York, diventando il primo americano-asiatico ad essere eletto nella storia dello Stato di New York, e non si era ripresentato nel 2006). Nel 2008 la Meng si candidò al seggio che era stato occupato da suo padre e riuscì a sconfiggere nelle primarie Ellen Young, subentrata a Jimmy Meng nel 2006. Grace Meng riuscì poi ad essere eletta e mantenne l'incarico fino al 2013, quando approdò alla Camera dei Rappresentanti degli Stati Uniti. La Meng divenne così la prima asiatica americana eletta al Congresso dalla East Coast.

## Camera dei rappresentanti degli Stati Uniti

### Elezioni 2012
Nel giugno 2012, Meng ha affrontato il collega membro dell'Assemblea Rory Lancman e il membro del Consiglio di New York City Elizabeth Crowley in un'elezione primaria per il 6º distretto congressuale di New York e ha vinto. Ha ricevuto l'approvazione del Queens County Democratic Party, e un giornalista del New York Times ha scritto che era "pronta a diventare la più grande star politica del gruppo demografico in più rapida crescita di New York City". Meng ha affermato che il suo obiettivo è creare posti di lavoro, migliorare i trasporti e aumentare le opportunità turistiche nel suo distretto. Il 6 novembre 2012, ha vinto la corsa per il sesto distretto congressuale di New York contro un membro repubblicano del New York City Council, Dan Halloran, diventando la prima asiatica americana eletta al Congresso da New York.

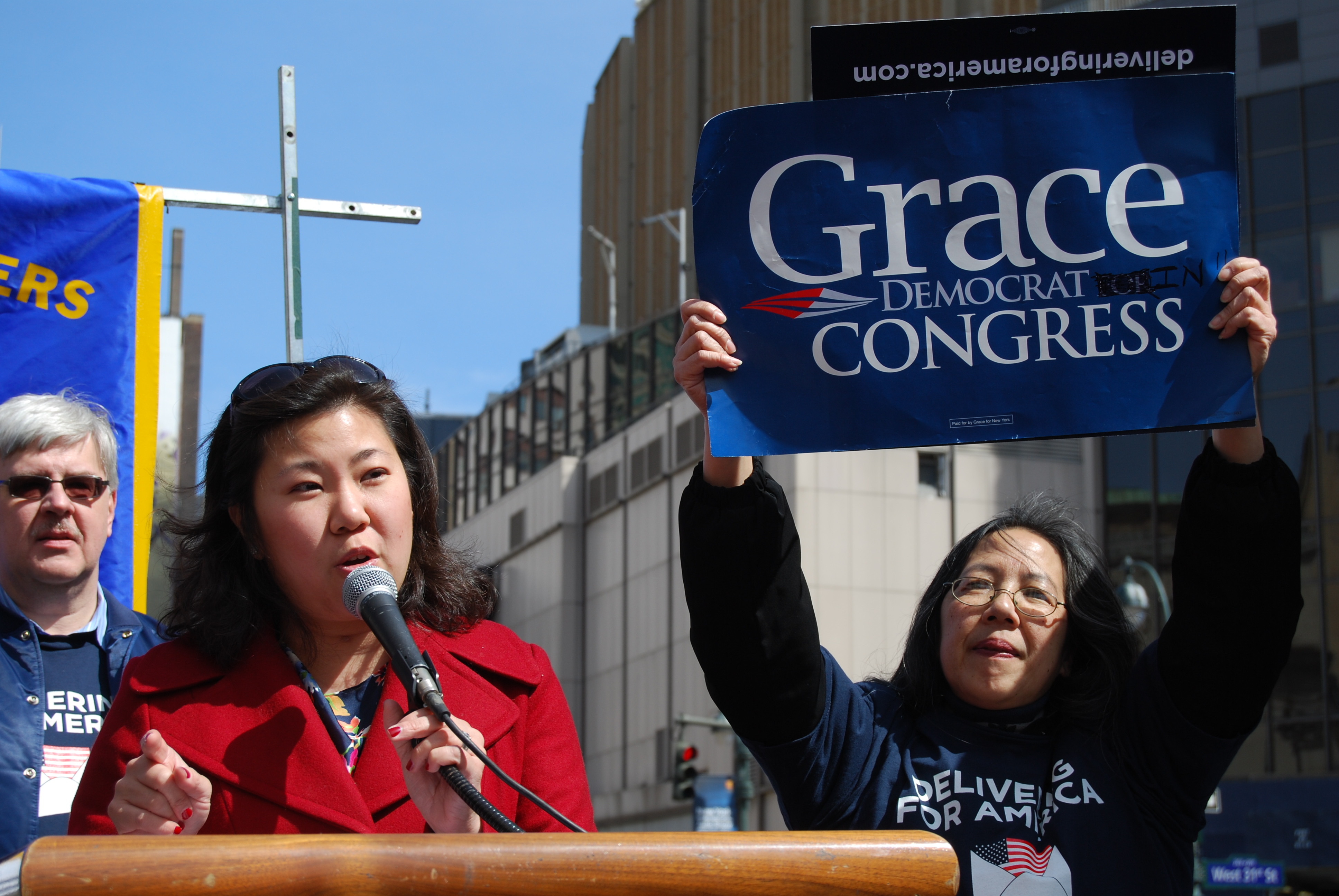
Meng parla in una manifestazione nel marzo 2013

Inaugurato il 3 gennaio 2013, Meng ha contribuito a formare il Bipartisan Freshman Caucus, affermando che "il popolo americano è semplicemente malato e stanco di incolparsi a vicenda senza ottenere nulla".
Il 10 febbraio 2014, Meng ha presentato alla Camera il disegno di legge per modificare l'International Religious Freedom Act del 1998 per includere la profanazione dei cimiteri tra le tante forme di violazione del diritto alla libertà religiosa. Meng ha affermato che "questa legislazione sarebbe uno strumento nuovo e importante nella nostra lotta contro la profanazione dei cimiteri" perché "combatterebbe il vandalismo dei cimiteri di matrice religiosa e impedirebbe anche agli immobiliaristi di costruire sui cimiteri, una minaccia nuova ed emergente nei luoghi in cui non sono rimaste comunità ebraiche a proteggere i cimiteri".
Nel 2015, Meng si è opposta all'Iran Nuclear Deal, il piano d'azione globale congiunto sostenuto dal presidente Obama e dal segretario di Stato John Kerry. Un comunicato stampa emesso da Meng affermava di non sostenere l'immediata revoca delle sanzioni e riteneva che la procedura di ispezione stabilita nell'accordo fosse viziata. Ha chiesto di negoziare un nuovo accordo. Due anni dopo, ha boicottato l'inaugurazione di Donald Trump. Nel febbraio 2017 è diventata vicepresidente del Comitato nazionale democratico (DNC) ad Atlanta.
Nel luglio 2019, Meng ha reintrodotto il Community College Student Success Act per migliorare i tassi di conseguimento dei diplomi nei college della comunità pubblica con risorse insufficienti per avere i finanziamenti necessari per sviluppare e implementare servizi di supporto per i loro studenti a basso reddito e appartenenti a minoranze. Replica a livello nazionale il successo del CUNY Accelerated Study in Associate Programs che aiuta gli studenti a conseguire diplomi associati entro 3 anni offrendo una gamma di assistenza finanziaria, accademica e personale. È stato riscontrato che il programma raddoppia i tassi di laurea dei partecipanti.
Il 23 febbraio 2021, Meng ha introdotto la risoluzione 151 della Camera, "Condanna di tutte le forme di sentimento anti-asiatico in relazione a COVID-19", in risposta alla crescita dei crimini d'odio contro gli asiatici-americani, sulla scia della ripetuta caratterizzazione di Trump di COVID -19 come "Kung Flu" e il "virus cinese". Ha sollecitato l'istruzione e la segnalazione di molestie. Ha ottenuto il sostegno iniziale di 140 co-sponsor e, entro il 3 marzo, altri 46, tutti democratici.
A settembre 2021, Meng aveva votato in linea con la posizione dichiarata di Joe Biden il 100% delle volte. Meng era tra i 46 democratici che hanno votato contro l'approvazione finale del Fiscal Responsibility Act del 2023 alla Camera.
Nel 2023, Meng è stata tra i 56 Democratici che han=no votato a favore della *decisione con cui il presidente Joe Biden ha deciso di rimuovere le +-truppe U.S. dalla Siria entro 180 giorni.

## Vita privata
Meng ha sposato Wayne Kye (계원종?) un dentista di origine coreana e assistente professore alla NYU, nel giugno 2005. La coppia risiede nel Queens con i loro due figli, Tyler e Brandon. Frequentano una chiesa protestante a Forest Hills, nel Queens.
Nel novembre 2013, Meng è stata derubata e aggredita da un ladro di borse nell'area del mercato orientale di Washington, DC. Ha subito ferite alla testa, al ginocchio sinistro e al viso ed è stata curata all'ospedale della George Washington University.